# Кавалерійський корпус

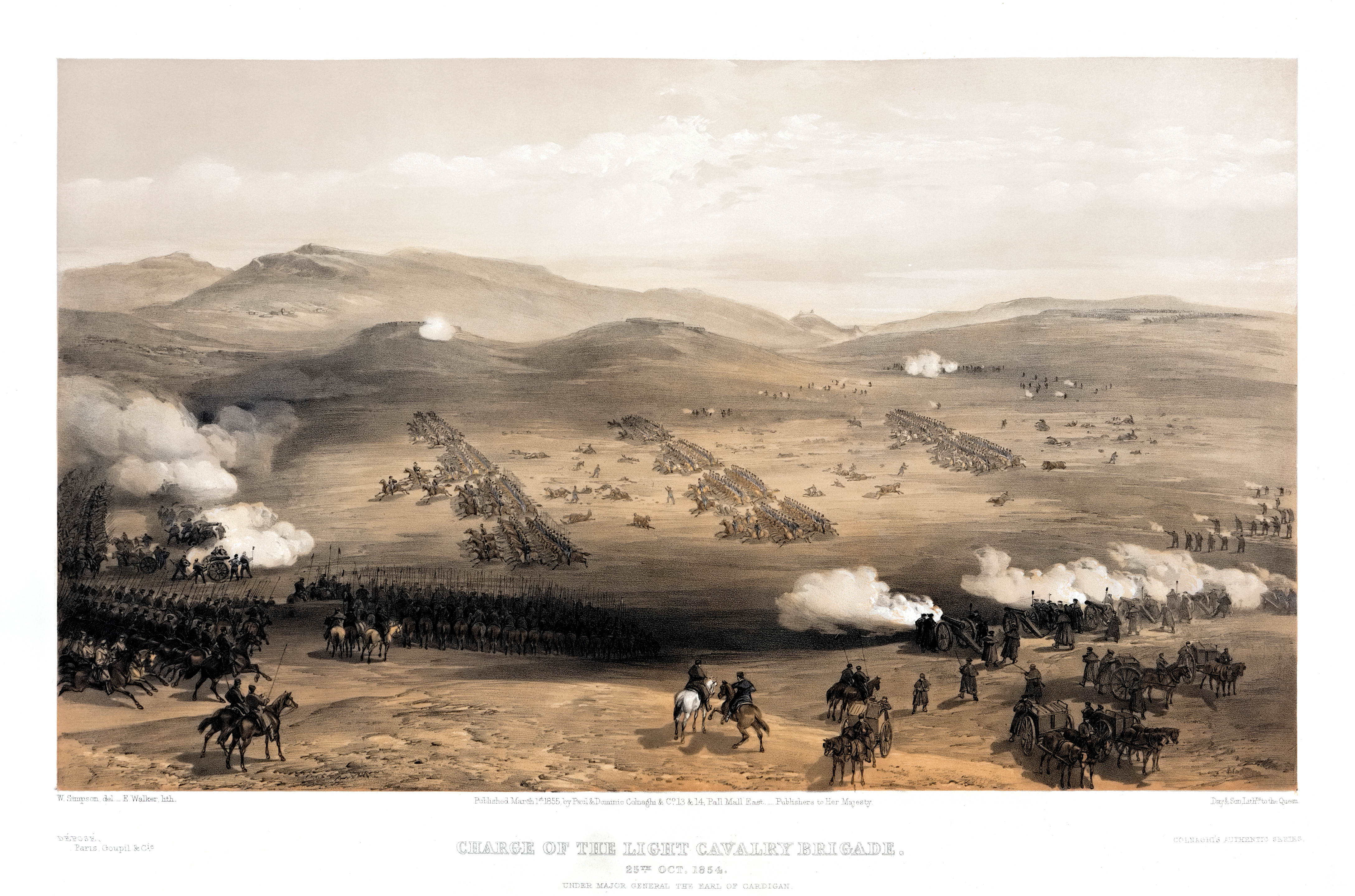
Атака кавалерії. Кримська війна

Кавалерійський ко́рпус (КК) — загальновійськове тактичне (оперативно-тактичне) об'єднання сухопутних військ постійного складу в збройних силах, основу якого, складають кавалерійські (механізовані) та танкові з'єднання та частини, підрозділи інших родів військ та спеціальних військ, органів управління та забезпечення.